# Papirus 100
Papirus 100 (według numeracji Gregory-Aland), oznaczany symbolem {\displaystyle {\mathfrak {P}}^{100}} – wczesny grecki rękopis Nowego Testamentu, spisany w formie kodeksu na papirusie. Paleograficznie datowany jest na III lub IV wiek. Zawiera fragmenty Listu Jakuba.

## Opis
Zachowały się tylko fragmenty jednej karty Listu Jakuba (3,13-4,4; 4,9-5,1). Oryginalna karta miała rozmiary 13 na 29 cm. Tekst pisany jest w 37 linijkach na stronę.
Rękopis stosuje paginację (numer 6 i 7), która wskazuje, że rękopis stanowił niegdyś zbiór Listów powszechnych.

## Tekst
Tekst grecki rękopisu reprezentuje aleksandryjską tradycję tekstualną, bliższy jest dla Kodeksu Watykańskiego (zgodność 22 na 27) niż dla Synajskiego i Aleksandryjskiego.

## Historia
Rękopis powstał w Egipcie. Na liście rękpisów znalezionych w Oksyrynchos figuruje na pozycji 4449. Tekst rękopisu opublikował R. Hubner w 1998 roku. INTF umieścił go na liście rękopisów Nowego Testamentu, w grupie papirusów, dając mu numer 100.
Rękopis datowany jest przez INTF na III lub IV wiek. Paleograficznie bliski jest dla {\displaystyle {\mathfrak {P}}^{106}}, pewne jego cechy występują jednak na początku IV wieku. Comfort datuje go na koniec III wieku lub początek IV.
Cytowany jest w krytycznych wydaniach Nowego Testamentu (NA27).
Obecnie przechowywany jest w Ashmolean Museum (P. Oxy. 4449) w Oksfordzie.